# 品川区立浅間台小学校
品川区立浅間台小学校（しながわくりつあさまだいしょうがっこう）は、東京都品川区南品川に所在する区立小学校である。

## 歴史
- 1920年（大正9年）4月 - 荏原郡浅間台尋常小学校として開校（当時は荏原郡実科女学校の3教室を借りていた）。同年9月に赤レンガの新校舎が落成。同年11月に開校式典が挙行。
- 1925年（大正14年）11月9日 - 校長宅に強盗が押し入るピス健事件が発生。同居していた訓導1人が死亡[1]。
- 1932年（昭和7年）10月 - 東京市浅間台尋常小学校に改名。
- 1934年（昭和9年）8月 - プール建設。
- 1947年（昭和22年）4月 - 東京都品川区浅間台小学校に改名。
- 2020年（令和2年）- 開校100周年。記念式典は新型コロナウイルス感染症対策のため、縮小開催となった。

## 教育目標
- よく考える子
- 思いやりのある子
- 健康な子

## アクセス
- JR京浜東北線・東急大井町線・りんかい線 大井町駅　徒歩7分
- 京急本線 青物横丁駅　徒歩10分
- 東急バス「品川銀座」徒歩4分